# Roderick Strong
 (août 2021).
Chris Lindsey (né le 26 juillet 1983 à Eau Claire (Wisconsin)) est un catcheur (lutteur professionnel) américain. Il travaille actuellement à la All Elite Wrestling, sous le nom de Roderick Strong.
Il a notamment travaillé à la Ring of Honor où il a été 1 fois Champion du monde de la ROH, 1 fois Champion du monde de la télévision et 1 fois Champion du monde par équipe de la ROH avec Austin Aries. Il devient ainsi le second ROH Triple Crown Champion de la fédération.

## Jeunesse
Lindsey grandit à Tampa en Floride, son père est un ancien lutteur à l'université qui n'a pas pu faire du catch. Après le lycée, il étudie le management à l'université du Sud de la Floride où il fait partie de l'équipe de football.

## Carrière

### Independent Professional Wrestling (2003)
Lindsey s'entraîne auprès de Jim Neidhart et fait son premier combat à l'Independent Professional Wrestling en 2000 sous le nom de Roderick Strong.

### Total Nonstop Action Wrestling (2004-2006)
Il dispute son premier match à la Total Nonstop Action Wrestling le 15 juillet 2004 en perdant face à Alex Shelley. Il perd contre Austin Aries lors de son premier match en pay-per-view lors de TNA Unbreakable le 11 septembre 2005. Il perd deux semaines plus tard face à A.J. Styles. Pendant l'année 2006, il fait équipe avec Austin Aries et Alex Shelley. Le 3 janvier, ils battent A.J. Styles, Christopher Daniels et Chris Sabin. Lors de Final Resolution (2006), ils battent Chris Sabin, Matt Bentley et Sonjay Dutt. Lors de All Against Odds 2006, lui et Aries perdent contre Andy Douglas et Chase Stevens. Son dernier match à la TNA fut contre Alex Shelley et Chase Stevens dans un Three Way match le 28 mars, match qu'il perdit.

### Ring of Honor (2003-2016)

#### Débuts et Generation Next (2003-2006)
Roderick Strong a fait ses débuts à la ROH lors de Do Or Die II en perdant face à Hydro. Le 22 mai 2004, il s'associe avec Jack Evans, Alex Shelley et Austin Aries et forment les Generation Next et s'autoproclament comme le futur dans le monde du catch. Le 2 octobre, ils battent CM Punk, Ace Steel, John Walters et Jimmy Jacobs. Ce quatuor se transforme ensuite en duo et ne fait équipe qu'avec Jack Evans pendant un moment et se lancent à la course vers les titres par équipe mais sans succès. Le 9 juillet 2005, il perd face à CM Punk pour le ROH World Championship. Le 24 septembre, il remporte l'édition 2005 du Survival of the Fittest tournament. Il fait ensuite équipe avec Austin Aries et remporte les ROH World Tag Team Championship le 17 décembre lors de Final Battle 2005. Ils conserveront leurs titres contre les Briscoe Brothers ou encore contre Christopher Daniels et Matt Sydal. Le 15 juillet 2006, il perd contre Nigel McGuinness et ne remporte pas le ROH Pure Championship. Le 13 août, il perd contre Bryan Danielson pour le ROH World Championship durant un show en Angleterre. Ils perdent leurs titres le 16 septembre face à The Kings of Wrestling. Ils tenteront de récupérer les titres par équipe mais sans succès, notamment le 24 novembre dans un No Disqualification Tag match.

#### No Remorse Corps (2007-2008)
Il s'associe avec Davey Richards et forment les No Remorse Corps.

#### ROH World Champion et The House Of Truth (2010-2012)

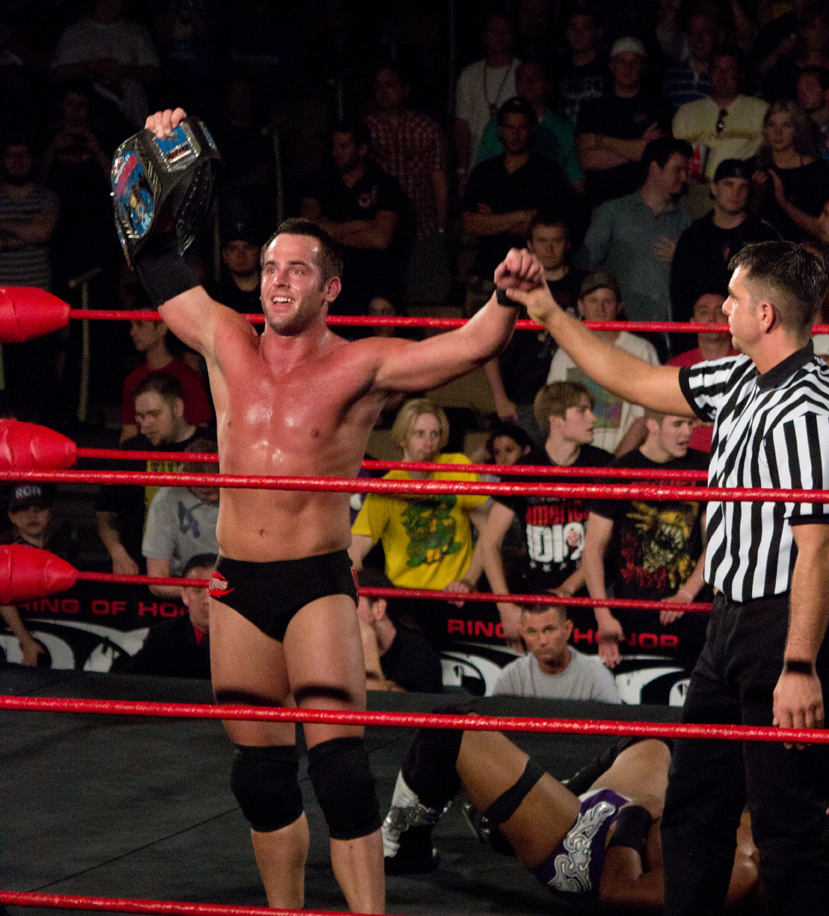
Roderick Strong avec le ROH World Television Championship.

Il se lance à la course pour le titre mondial de la ROH. Il perd face à Tyler Black et ne remporte pas le ROH World Championship successivement lors de The Big Bang! puis lors de Supercard of Honor V. À la suite de ces défaites, il décide alors de choisir Truth Martini comme manager. Lors de Death Before Dishonor VIII, il bat Steve Corino, Eddie Edwards, Colt Cabana, Shawn Daivari & Tyson Dux dans un Gauntlet match et devient challenger no 1 pour le titre mondial de la ROH. Il devient ROH World Champion en battant Tyler Black lors de Glory By Honor IX le 11 septembre 2010. Il conserve son titre face à Davey Richards à Final Battle (2010) puis face à Homicide lors de 9th Anniversary Show. Il perd son titre mondial face à Eddie Edwards avec qui il entame une feud lors de Manhattan Mayhem IV, mais il tente de le récupérer lors de Supercard of Honor VI mais en vain. Lors de Death Before Dishonor IX, il perd à nouveau contre Eddie Edwards dans un Three Stage of Hell match.
Il s'associe alors avec Michael Elgin et rejoint The House of Truth, managée par Truth Martini. Ils perdent le 3 décembre contre The World's Greatest Tag Team. Strong et Elgin battent Amazing Red et TJ Perkins lors de 10th Anniversary Show.
Lors du show du 3 mars 2012, il bat Eddie Edwards pour devenir challenger no 1 au ROH World Heavyweight Championship mais le match est rejoué et il perd contre Eddie Edwards. Finalement, pour le 30 mars un 3-Way Match entre Davey Richards, Roderick Strong et Eddie Edwards pour le ROH World Heavyweight Championship. Le 31 mars, lors de Showdown in the Sun, il bat Jay Lethal et remporte le ROH World Television Championship. Lors de Border Wars, il bat Fit Finlay et conserve son titre. Lors de Best In The World, il bat Jay Lethal et Tommaso Ciampa et conserve son titre. Lors d'un show télévisé, il perd son titre contre Adam Cole.

#### Retour en solo (2013)
Lors de 11th Anniversary, il perd contre Michael Elgin dans un Best Two Out Of Three Falls Match. Lors de Supercard Of Honor VII, il perd contre Karl Anderson. Lors de Border Wars 2013, il bat Mike Bennett. Lors de Best in the World, il perd face à Adam Cole par décompte à l'extérieur. Lors de Manhattan Mayhem V, il perd contre Kevin Steen et ne se qualifie pas pour le tournoi pour le ROH World Championship vacant.

#### The Decade puis rivalité avec son ancien clan (2013-2015)
Lors de Final Battle, il perd avec Jay Lethal contre BJ Whitmer et Eddie Edwards. À la fin du match, avec l'aide de BJ Whitmer et Jimmy Jacobs, ils attaquent Edwards car ils en ont assez de voir des catcheurs partir sous les honneurs et forment un clan : The Decade. Le 4 janvier 2014, il perd contre A.J. Styles qui fait son retour à la ROH. À la suite du Styles Clash, Strong se blesse au niveau du cou.
Il fait son retour dans un premier dans sur les bords du rings en soutenant son équipe. Il revient ensuite dans l'équipe. The Decade battent Mark Briscoe, Cedric Alexander et Adam Page lors de 12th Anniversary Show. Lors de Supercard of Honor VIII, il bat Cedric Alexander. Le lendemain, il perd face à Tommaso Ciampa à la suite d'une intervention de Cedric Alexander. Le 19 avril, il bat ACH. A Global Wars (2014), le 10 mai, il perd contre Cedric Alexander. Le 22 juin, lors de Best in the World (2014), il perd à nouveau contre Cedric Alexander dans un match de soumission.
Durant les semaines suivantes, il reproche au valet de son clan Adam Page d'être trop brutal. Le 25 octobre, The Decade (en) perdent contre Caprice Coleman, ACH et Will Ferrara dans un match à trois contre trois, après que Adam Page lui ait infligé un coup de la corde à linge involontairement. À la fin du match, il s'en prend à Adam Page et quitte son clan. Le 15 novembre, à Glory by Honor XIII, il perd contre Frankie Kazarian et se fait attaquer par Adam Page et B.J. Whitmer. Le 7 décembre, lors de Final Battle (2014), il bat Adam Page. Le 1er mars, lors de 13th Anniversary Show, il bat son ancien coéquipier B.J. Whitmer.

#### Course au titre mondial et champion de la télévision (2015-2016)
Le 19 juin, à Best in the World 2015, il bat Michael Elgin et Moose et devient challenger pour le titre mondial de la ROH. Après avoir fait match nul contre Jay Lethal à Death Before Dishonor XIII, il perd le 18 septembre à All Star Extravaganza VII contre Adam Cole, Michael Elgin et A.J. Styles, match remporté par ce dernier et ne devient pas challenger pour le ROH World Championship. Il obtient ensuite un match de championnat pour le titre de la télévision. Le 23 octobre, il bat Jay Lethal et remporte le championnat télévisuel de la ROH pour la seconde fois. Il conserve son titre contre Bobby Fish le 18 décembre, lors de Final Battle 2015, malgré son abandon sur une prise de soumission non vu par l'arbitre.Lors de ROH Honor Rising: Japan 2016 - Tag 1, il perd son titre contre Tomohiro Ishii.

### Pro Wrestling Guerrilla (2005–2016)
Lors de Threemendous II, il bat TJ Perkins.
Lors de Black Cole Sun, il bat Kyle O'Reilly dans un Guerrilla Warfare match et remporte le PWG World Championship. Lors de PWG Bowie, il conserve son titre contre Drew Galloway. Lors de All Star Weekend 12 - Tag 2, il perd le titre contre Zack Sabre, Jr..

### Full Impact Pro (2006-2016)
Le 6 décembre 2013, lui et Rich Swann battent The Bravado Brothers et remportent les FIP Tag Team Championship.

### Pro Wrestling NOAH (2009–2013)
Lors de Great Voyage 2012 In Nagoya, Luke Gallows et lui battent TMDK (Mikey Nicholls et Shane Haste).

### World Wrestling Entertainment (2016-2023)

#### NXT, double champion par équipes deNXT, champion Nord-Américain de laNXT, champion Cruiserweight de laNXTet départ (2016-2023)
Le 19 octobre 2016 à NXT, il fait ses débuts dans le show jaune en tant que Face, dispute son premier match aux côtés d'Austin Aries et ensemble, les deux hommes battent Heavy Machinery (Otis et Tucker) au premier tour du tournoi Dusty Rhodes Tag Team Classic.
Le 28 janvier 2017 à NXT TakeOver: San Antonio, il bat Andrade "Cien" Almas. 
Le 1er avril à NXT TakeOver: Orlando, Kassius Ohno, Tye Dillinger, Ruby Riot et lui perdent face à SAnitY (Alexander Wolfe, Eric Young, Nikki Cross et Killian Dain) dans un 8-Person Mixed Tag Team match. Le 20 mai à NXT TakeOver: Chicago, il bat Eric Young. 
Le 18 novembre à NXT TakeOver: WarGames, les AOP (Akam et Rezar) et lui perdent face à l'Undisputed Era (Adam Cole, Bobby Fish et Kyle O'Reilly) dans un Triple Threat WarGames match, qui inclut également SAnitY (Alexander Wolfe, Eric Young et Killian Dain).
Le 14 mars 2018 à NXT, il vient en aide à Pete Dunne, attaqué par l'Undisputed Era, et forme officiellement une alliance avec le Britannique. 

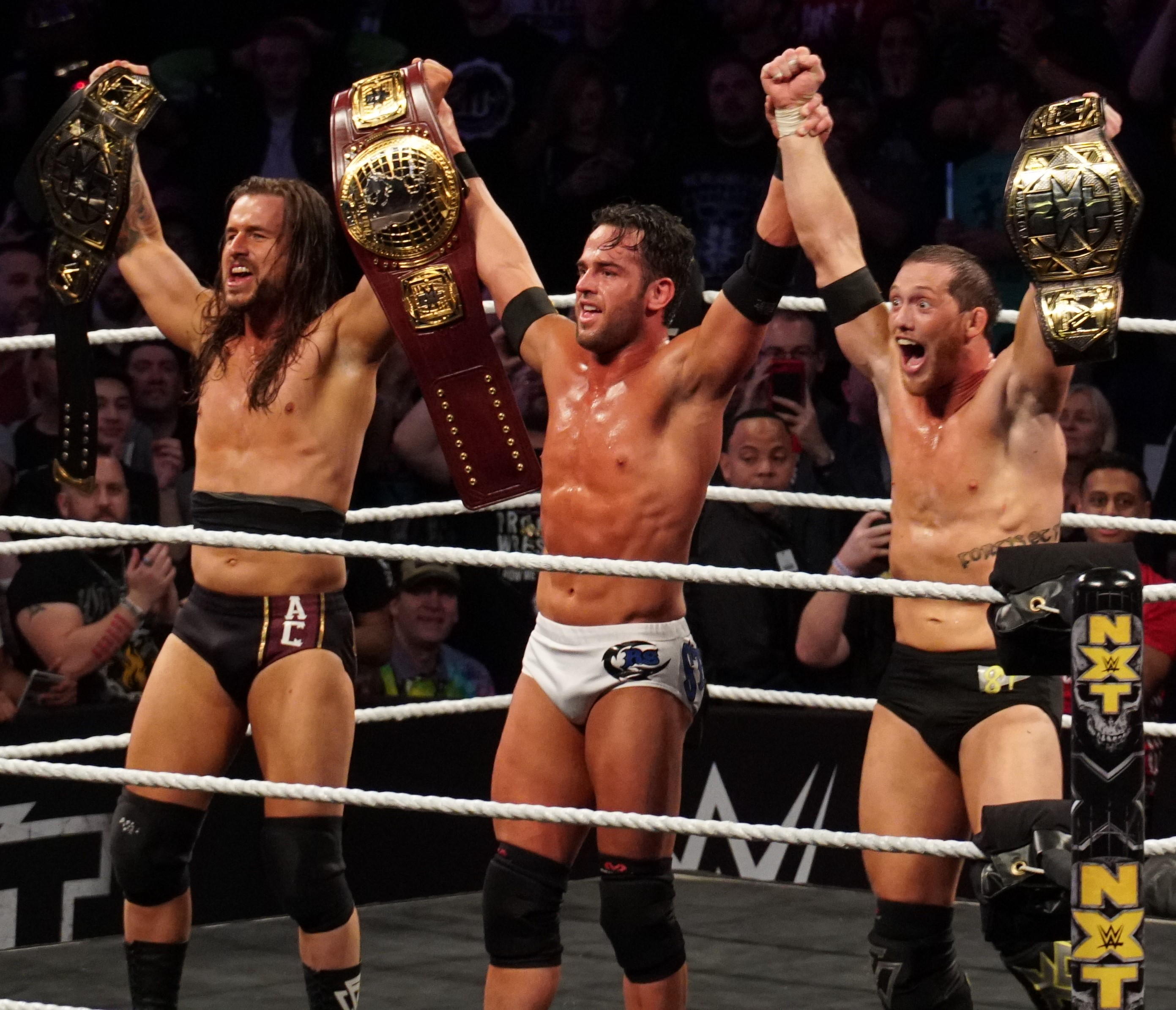
Roderick Strong (au centre) après avoir rejoint l'Undisputed Era à NXT TakeOver: New Orleans

Le 4 avril à NXT, les deux hommes affrontent les AOP en finale du tournoi Dusty Rhodes Tag Team Classic, mais le match se termine en double disqualification, car les deux équipes se font attaquer par l'Undisputed Era. Le manager du show jaune, William Regal, annonce un Triple Threat Tag Team match entre les trois équipes pour la finale du tournoi et les titres par équipes de NXT à NXT TakeOver: New Orleans. Trois soirs plus tard à NXT TakeOver: New Orleans, ils ne remportent pas la finale du tournoi et les ceintures, battus par Adam Cole et Kyle O'Reilly dans un Triple Threat Tag Team match, qui inclut également les AOP. Pendant le combat, il effectue un Heel Turn en trahissant son propre partenaire et rejoint le clan des champions par équipes du show jaune. Le 27 avril au Greatest Royal Rumble, il entre dans le Royal Rumble match en 34e position, élimine Rhyno avant d'être lui-même éliminé par Baron Corbin. Le 16 juin à NXT TakeOver: Chicago II, Kyle O'Reilly et lui conservent leurs titres en battant Danny Burch et Oney Lorcan. Le 18 juin à WWE UK Championship Tournament, Adam Cole, Kyle O'Reilly et lui perdent face à Moustache Mountain (Trent Seven et Tyler Bate) et Pete Dunne dans un 6-Man Tag Team match. Le lendemain, Kyle O'Reilly et lui ne conservent pas leurs ceintures, rebattus par Moustache Mountain, ce qui met fin à un règne de 180 jours. 
Le 11 juillet à NXT, ils redeviennent champions par équipes de NXT, pour la seconde fois, en prenant leur revanche sur leurs mêmes adversaires et deviennent la première équipe à gagner deux fois les ceintures. Le 18 août à NXT TakeOver: Brooklyn 4, ils conservent leurs titres en rebattant les mêmes hommes. Après le combat, ils se font attaquer par les War Raiders.
Le 17 novembre à NXT TakeOver: WarGames II, son clan perd face à Ricochet, Pete Dunne et les War Raiders dans un WarGames match.
Le 26 janvier 2019 à NXT TakeOver: Phoenix, son équipier et lui ne conservent pas leurs ceintures, battus par les Viing Raiders, ce qui met fin à un règne de 208 jours.
Le 1er juin à NXT TakeOver: XXV, il perd face à Matt Riddle.
Le 10 août à NXT TakeOver: Toronto, il ne remporte pas le titre Nord-Américain de NXT, battu par The Velveteen Dream dans un Triple Threat match, qui inclut également son ancien partenaire Pete Dunne. Le 18 septembre à NXT, il devient le nouveau champion Nord-Américain de NXT en prenant sa revanche sur son même adversaire et remporte le titre pour la première fois de sa carrière et son premier titre personnel. Il permet également au clan de détenir toutes les ceintures de la division. 
Le 21 octobre à NXT, tous les membres de l'Undisputed Era effectuent un Face Turn, car Bobby Fish, Kyle O'Reilly et lui se sont faits attaquer dans les coulisses par un mystérieux individu, alors que les deux premiers devaient affronter Breezango pour les titres par équipes du show jaune, et sont donc remplacés par Danny Burch et Oney Lorcan. Plus tard dans la soirée, après la victoire des deux derniers pour les ceintures, le visage de leur agresseur est révélé : il s'agit de Pat McAfee. Le 24 novembre aux Survivor Series, il bat le champion des États-Unis de la WWE, AJ Styles et le champion Intercontinental de la WWE, Shinsuke Nakamura dans un Champion vs. Champion vs. Champion Triple Threat match. Le 6 décembre à NXT TakeOver: WarGames, l'Undisputed Era bat Pat McAfee, Pete Dunne, Danny Burch et Oney Lorcan dans un WarGames match.
Le 14 février 2021 à NXT TakeOver: Vengeance Day, après la conservation du titre de NXT de Finn Bálor sur Pete Dunne, les membres du clan sauvent l'Irlandais de l'agression de son adversaire, Danny Burch et Oney Lorcan. Mais après le sauvetage, Adam Cole effectue un Heel Turn en portant deux Superkicks : un sur le champion du show jaune et l'autre sur Kyle O'Reilly. Le 24 mars à NXT, il apprend par son propre camarade que, à la suite de la trahison d'Adam Cole, le clan est dissout.
Le 13 avril à NXT, il devient le nouveau champion Cruiserweight de la NXT en battant Kushida, remportant le titre pour la première fois de sa carrière et son secon titre personnel. Le 22 juin à NXT, après la victoire de Kyle O'Reilly sur Kushida, il effectue un Heel Turn en attaquant le second et est accompagné du groupe Diamond Mine (Tyler Rust, Hideki Suzuki et Malcolm Bivens). 
Le 4 janvier 2022 à NXT 2.0, il perd face à Carmelo Hayes, ne conservant pas son titre et mettant fin à un règne de 266 jours.
Le 27 avril 2023, il quitte officiellement la compagnie.

### EVOLVE (2018)
Le 15 décembre 2018 lors de EVOLVE #117, il fait ses débuts au sein de l'EVOLVE et perd un triple threat match impliquant Fabian Aichner et Austin Theory au profit de ce dernier et ne remporte pas le championnat mondial de l'EVOLVE. Le lendemain lors de EVOLVE #118, il bat Darby Allin.

### All Elite Wrestling (2023-...)

#### Débuts, The Undisputed Kingdom et champion International (2023-...)
Le 26 avril 2023 à Dynamite, il fait ses débuts à la All Elite Wrestling en tant que Face, où Bandido, Orange Cassidy et lui viennent en aide à Adam Cole, attaqué par la Jericho Appreciation Society. Le même soir, il signe officiellement avec la compagnie. La semaine suivante à Dynamite, il dispute son premier match aux côtés de son meilleur ami, Bandido et Orange Cassidy, et ensemble, les quatre catcheurs battent la Jericho Appreciation Society (Angelo Parker, Matt Ménard, Daniel Garcia et Jack Hager) dans un 8-Man Tag Team match.
Le 30 août à Dynamite, il effectue un Heel Turn, car il se retourne contre Adam Cole et se range du côté du Kingdom (Matt Taven et Mike Bennett). 
Le 30 décembre à Worlds End, après la victoire de Samoa Joe sur MJF pour le titre mondial de la AEW, Wardlow, Matt Taven, Mike Bennett et lui se révèlent être les hommes de main du Diable, qui n'est autre qu'Adam Cole. Ensemble, les quatre catcheurs attaquent l'ancien champion.
Le 3 janvier 2024 à Dynamite, son meilleur ami présente le nouveau clan, dont il fait partie: The Undisputed Kingdom, et annonce leurs intentions de gagner des titres.
Deux mois plus tard à Revolution, il devient le nouveau champion International en battant Orange Cassidy et remporte le titre pour la première fois de sa carrière.
Le 21 avril à Dynasty, il conserve son titre en battant Kyle O'Reilly. Le 26 mai à Double or Nothing, il ne conserve pas sa ceinture, battu par Will Ospreay, ce qui met fin à un règne de 84 jours. Le 30 juin lors du pré-show à Forbidden Door, Gabe Kidd et lui perdent face à la House of Black (Malakai Black et Brody King) dans un 4-Way Tag Team match qui inclut également Tomohiro Ishii et Kyle O'Reilly et Private Party (Brother Zay et Marq Quen).
Le 23 octobre à Dynamite, Matt Taven, Mike Bennett et lui effectuent un Face Turn, car ils soutiennent Adam Cole dans sa lutte contre MJF.

## Palmarès
- All Elite Wrestling
  - 1 fois Champion international de la AEW

- American Wrestling Federation
  - 1 fois AWF Heavyweight Champion

- Championship Wrestling from Florida
  - 2 fois NWA Florida X Division Champion

- Full Impact Pro
  - 2 fois FIP World Heavyweight Championship
  - 2 fois FIP Tag Team Championship avec Erick Stevens (1) et Rich Swann (1)

- Florida Entertainment Wrestling
  - 1 fois FEW Heavyweight Champion

- Independent Professional Wrestling
  - 1 fois IPW Florida Unified Cruiserweight Champion
  - 1 fois IPW Tag Team Champion avec Sedrick Strong

- Independent Wrestling Association East Coast
  - 1 fois IWA East Coast Heavyweight Champion

- Independent Wrestling Association Mid-South
  - Revolution Strong Style Tournament (2008)

- Lethal Wrestling Federation
  - 1 fois LWF Heavyweight Champion

- NWA Florida
  - 1 fois NWA Florida X Division Championship

- Premier Wrestling Xperience
  - 1 fois PWX Tag Team Champion avec Eddie Edwards

- Pro Wrestling Guerrilla
  - 1 fois PWG World Championship
  - 3 fois PWG World Tag Team Champion avec Davey Richards (1), PAC (1) et Jack Evans (1)
  - Dynamite Duumvirate Tag Team Title Tournament (2007) avec PAC
  - Dynamite Duumvirate Tag Team Title Tournament (2008) avec Jack Evans

- Ring of Honor
  - 1 fois ROH World Championship
  - 2 fois ROH World Television Championship
  - 1 fois ROH World Tag Team Championship avec Austin Aries
  - Survival of the Fittest (2005)
  - Honor Gauntlet (2010)
  - Toronto Gauntlet (2010)
  - 2e ROH Triple Crown Champion

- South Florida Championship Wrestling
  - 1 fois SFCW Heavyweight Champion
  - 1 fois SFCW Tag Team Champion avec Justin Venom

- World Wrestling Entertainment
  - 1 fois NXT North American Championship
  - 1 fois NXT Cruiserweight Championship
  - 2 fois NXT Tag Team Championship avec Bobby Fish & Kyle O'Reilly (1er règne) avec Kyle O'Reilly (2e règne)
  - NXT Year-End Awards :
    - Tag Team of the Year (2019) - avec Kyle O'Reilly
    - Tag Team of the Year (2020) - avec l'Undisputed Era
- Wrestling Observer Newsletter
  - 5 Star Match (2018) avec. Kyle O'Reilly contre Tyler Bate et Trent Seven le 11 juillet.

## Récompenses de magazines
- Pro Wrestling Illustrated

| Année | 2003 | 2004 | 2005 | 2006 | 2007 | 2008 | 2009 | 2010 | 2011 | 2012 | 2013 | 2014 | 2015 | 2016 | 2017 | 2018 | 2019 | 2020 | 2021 | 2022 | 2023       | 202 |
| ----- | ---- | ---- | ---- | ---- | ---- | ---- | ---- | ---- | ---- | ---- | ---- | ---- | ---- | ---- | ---- | ---- | ---- | ---- | ---- | ---- | ---------- | --- |
| Rang  | 416  | 304  | 232  | 63   | 55   | 103  | 61   | 46   | 13   | 32   | 67   | 58   | 62   | 13   | 89   | 36   | 82   | 29   | 269  | 153  | Non classé | 80  |

- Wrestling Observer Newsletter
  - Catcheur qui s'est le mieux amélioré de l'année 2005 (Most Improved)
- SoCal Uncensored 
  - Match de l'année 2006 avec Jack Evans face à Super Dragon et Davey Richards 4 mars 2006 à la Pro Wrestling Guerrilla
- Power Slam
  - PS 50 : 2005/29.
- Power Slam

| Année | 2005 | 2006 | 2007 | 2008 à 2009 | 2010 |
| Rang  | 29   | . 30 | . 35 | -           | . 37 |

## Vie privée
Il est actuellement en couple et marié avec la catcheuse de la même structure, Marina Shafir. L'année passée, ils sont devenus parents d'un petit garçon, Troy Vienamin Lindsey.